# Stanton Harcourt
Stanton Harcourt is een civil parish in het bestuurlijke gebied West Oxfordshire, in het Engelse graafschap Oxfordshire met 960 inwoners.